# Якуб Рада
Якуб Рада (чеськ. Jakub Rada, нар. 5 травня 1987, Прага) — чеський футболіст, півзахисник.

## Ігрова кар'єра
Вихованець «Спарти» (Прага), де в 1993 році розпочав свою футбольну кар'єру, але за всю свою кар'єру не зіграв жодного матчу за першу команду. Виступав лише за резервну команду у другій чи третій лізі, а також грав на правах оренди в клубах «Кладно» і «Слован» (Братислава).
Влітку 2012 року перейшов на правах оренду до клубу «Богеміанс 1905», а наступного року підписав з командою повноцінну угоду. Відіграв за празьку команду три сезони своєї ігрової кар'єри. Більшість часу, проведеного у складі «Богеміанс 1905», був основним гравцем команди.
У липні 2015 року перейшов до «Млади Болеслав», підписавши п'ятирічний контракт з клубом. 2016 року він дійшов з командою до фіналу національного кубка, перемігши «Яблонець» з рахунком 2:0 і виграв з ними трофей.
Влітку 2018 року Рада на правах оренди на сезон перейшов у словацький «Спартак» (Трнава), з яким став володарем Кубка Словаччини, але основним гравцем не був. В результаті влітку 2019 року Якуб повернувся до Чехії і знову став гравцем клубу «Богеміанс 1905».
На початку 2020 року став гравцем клубу «Градець-Кралове», з яким за підсумкам сезону 2020/21 виграв другу лігу і вийшов до еліти, де і виступав до 2024 року.

## Виступи за збірну
24 березня 2016 року рада дебютував у збірній Чехії в товариському матчі в Празі проти збірної Шотландії (0:1), вийшовши на заміну замість Владимира Даріди на 87-й хвилині. Через 5 днів він зіграв свій другий і останній матч за збірну проти Швеції (1:1).

## Титули і досягнення
- Володар Кубка Чехії (1):

«Млада Болеслав»: 2015/16
- Володар Кубка Словаччини (1):

«Спартак» (Трнава): 2018/19